# 新井祐喜子
新井 祐喜子（あらい ゆきこ、1991年9月8日 - ）は、日本の元女子バレーボール選手。

## 来歴
1991年、栃木県上三川町出身。
國學院大栃木高等学校から日本女子体育大学スポーツ科学学科を経て、2014年にパイオニアレッドウィングスと契約。しかし、入団した年にチームの廃部が決定。現役続行を目指し、PFUブルーキャッツへ移籍。1年目からレギュラーとして活躍し、3年目にチームのVプレミアリーグ昇格に貢献した。
2018年5月、現役引退。引退後は、地元・栃木県でジュニアチームのアシスタントコーチとして活動。
2019年4月より、学校法人実践学園中学高等学校の保健体育教員として務める。中学バレーボール部を関東大会3位、全国大会ベスト8に導くなど指導の立場としても活躍の場を広げている。
現在は、Vリーグ主催明日夢プロジェクトなどを通しバレーボール講師として、バレーボール普及に携わっている。

## 所属チーム
- 國學院大栃木高校
- 日本女子体育大学（2011-2014年）
- パイオニアレッドウィングス（2014年）
- PFUブルーキャッツ（2014-2018年）

## 成績
- 通算78試合出場[4]。